# 卡塔通博地區
卡塔通博地區（西班牙語：Región del Catatumbo），是位於哥倫比亞東北部的地區，涵蓋北桑坦德省大部分地區及塞薩爾省西南一小部分。該地區橫跨哥倫比亞東部山脈與馬拉開波湖之間，因此被視為一個具有「跨邊界」特徵的地區。卡塔通博包括13個市鎮，分別是：阿夫雷戈、孔本西翁、埃爾卡門、埃爾塔拉、貢薩萊斯、阿卡里、拉普拉亞、奧卡尼亞、里奧德奧羅、聖卡利克斯托、薩爾迪納塔、特奧拉馬和蒂布。此地區也是區域性發展計劃中的重點目標區域之一。

## 名稱由來
卡塔通博的名字來自流經這片土地的主要河流——卡塔通博河。

## 經濟與歷史
卡塔通博地區的經濟結構曾多次變遷。17至18世紀美洲殖民期間，甘蔗和可可種植一度興盛，但自19世紀哥倫比亞獨立後，咖啡成為當地的主要經濟作物，標誌著哥倫比亞進入「初級出口經濟模式」。
20世紀，隨著國際能源需求的變化，石油的重要性日益突顯。第一次世界大戰後，西方國家開始加速全球石油開採，卡塔通博地區因此成為哥倫比亞石油工業的發源地之一。1918年，「巴爾科特許權」(Concesión Barco) 頒佈，授權一家擁有美國資本的公司——「哥倫比亞石油公司」獨家開採當地的石油資源。1936年，該特許權轉移至美國公司德士古和美孚石油，並建設輸油管道，將當地石油運至加勒比海岸進行出口。然而，這些出口項目使哥倫比亞的資源無法惠及大部分國內民眾，並引發新的社會衝突。
近代以來，卡塔通博成為哥倫比亞內戰中受影響最深的地區之一。多方武裝組織的活動不僅對平民帶來災難，也對環境造成破壞。21世紀，該地區成為卡塔通博戰役的核心戰場。而在2025年卡塔通博襲擊更導致超過百人喪生。

## 自然環境
卡塔通博地區的自然環境多樣，擁有豐富的礦產資源，包括石油、煤炭和鈾。此外，當地土壤適合多樣化農業，主要種植咖啡、可可、玉米、豆類、水稻、香蕉和木薯等作物；畜牧業同樣是當地經濟的重要組成部分。河流內魚類資源豐富，為當地居民（特別是巴里原住民）提供重要的食物來源。
然而，該地區也因氣候條件適合種植古柯葉而成為非法毒品貿易的熱點，不僅有大規模古柯種植，還隱藏著眾多非法製毒實驗室，這些活動經常引發與政府軍和國家警察的衝突。
此外，卡塔通博地區的馬拉開波湖還是全球雷電發生率最高的地點。